# Луна и другие любовники
«Луна и другие любовники» (нем. Der Mond und andere Liebhaber) — немецкая кинодрама 2008 года режиссёра Бернда Бёлиха (нем. Bernd Böhlich, род. 1957). Главную роль в фильме сыграла немецкая актриса театра и кино Катарина Тальбах (нем. Catarina Thalbach, род. 1954).
Премьера фильма в Германии состоялась 24 июля 2008 года.
В России картина впервые была показана 23 июня 2008 года в рамках XXX Московского международного кинофестиваля — фильм участвовал в основном конкурсе.
Рейтинг фильма на IMDb составляет 6,6 (данные на 18 июля 2009 г.).

## Сюжет
Действие происходит в наше время (не ранее 2002 года, поскольку расчёты ведутся в евро). Ханна, главная героиня фильма, живёт в Германии, на территории бывшей ГДР, на улице Юрия Гагарина, но иногда забывает, какой у неё адрес. Ей от пятьдесяти до шестьдесяти, но она более жизнерадостна, чем те, кто её окружает. Она теряет работу, но вскоре находит другую. Она ходит на дискотеки и ей нравится громкая музыка. Она выигрывает поездку в Турцию и не расстраивается из-за того, что там всё время идёт дождь. В автокатастрофе погибает её дочь — и она пытается покончить с собой. Но потом она влюбляется в иммигранта из Кашмира, торгующего на рынке одеждой, и её жизнь снова обретает смысл. А когда ей становится ясно, что их любовь подошла к концу, она снова пытается покончить с собой. Выйдя из больницы, она выходит замуж и снова устраивается на работу. И снова всё идёт наперекосяк: она уходит от мужа, снова попадает в больницу… Снова приходит в себя — но мост, рядом с которым находится придорожное кафе, в котором она теперь работает, закрывается на ремонт… Она напрашивается в попутчицы к дальнобойщику, который едет в Финляндию; фура проезжает мимо кладбища, на котором покоится её дочь, Ханна просит водителя остановиться, но почти тут же говорит, что можно ехать дальше…

## В ролях
- Катарина Тальбах (нем. Katharina Thalbach) — Ханна (Hanna Lottner)
- Бироль Юнель (нем. Birol Ünel) — Ганзар (Gansar)
- Фритци Хаберландт (нем. Fritzi Haberlandt) — Дани (Dani)
- Штеффен Шойман (нем. Steffen Scheumann) — Кнути (Knuti)
- Андреас Шмидт (нем. Andreas Schmidt) — Зигги (Siggi)

| Женщины — более совершенные существа, нежели мужчины… Бернд Бёлих, режиссёр фильма «Луна и другие любовники» |